# Astyochia interlineata
Astyochia interlineata är en fjärilsart som beskrevs av W. Warren 1907. Astyochia interlineata ingår i släktet Astyochia och familjen mätare. Inga underarter finns listade i Catalogue of Life.